# Azay-le-Brûlé
Azay-le-Brûlé és un municipi francès situat al departament de Deux-Sèvres i a la regió de la Nova Aquitània. L'any 2007 tenia 1.700 habitants.

## Demografia

### Població
El 2007 la població de fet d'Azay-le-Brûlé era de 1.700 persones. Hi havia 632 famílies de les quals 112 eren unipersonals (44 homes vivint sols i 68 dones vivint soles), 224 parelles sense fills, 260 parelles amb fills i 36 famílies monoparentals amb fills.
La població ha evolucionat segons el següent gràfic:
Habitants censats

### Habitatges
El 2007 hi havia 690 habitatges, 638 eren l'habitatge principal de la família, 24 eren segones residències i 28 estaven desocupats. 676 eren cases i 10 eren apartaments. Dels 638 habitatges principals, 532 estaven ocupats pels seus propietaris, 93 estaven llogats i ocupats pels llogaters i 13 estaven cedits a títol gratuït; 4 tenien una cambra, 14 en tenien dues, 40 en tenien tres, 152 en tenien quatre i 428 en tenien cinc o més. 528 habitatges disposaven pel capbaix d'una plaça de pàrquing. A 227 habitatges hi havia un automòbil i a 391 n'hi havia dos o més.

### Piràmide de població
La piràmide de població per edats i sexe el 2009 era:
| Homes | Edats   | Dones |
| ----- | ------- | ----- |
| 0     | 95 o +  | 0     |
| 4     | 90 a 94 | 4     |
| 32    | 85 a 89 | 24    |
| 8     | 80 a 84 | 4     |
| 32    | 75 a 79 | 32    |
| 32    | 70 a 74 | 32    |
| 16    | 65 a 69 | 32    |
| 8     | 60 a 64 | 24    |
| 16    | 55 a 59 | 20    |
| 60    | 50 a 54 | 44    |
| 68    | 45 a 49 | 52    |
| 64    | 40 a 44 | 64    |
| 60    | 35 a 39 | 68    |
| 72    | 30 a 34 | 52    |
| 44    | 25 a 29 | 44    |
| 36    | 20 a 24 | 20    |
| 48    | 15 a 19 | 72    |
| 64    | 10 a 14 | 48    |
| 32    | 5 a 9   | 44    |
| 40    | 0 a 4   | 44    |

## Economia
El 2007 la població en edat de treballar era de 1.142 persones, 893 eren actives i 249 eren inactives. De les 893 persones actives 858 estaven ocupades (467 homes i 391 dones) i 35 estaven aturades (11 homes i 24 dones). De les 249 persones inactives 92 estaven jubilades, 101 estaven estudiant i 56 estaven classificades com a «altres inactius».

### Ingressos
El 2009 a Azay-le-Brûlé hi havia 676 unitats fiscals que integraven 1.827 persones, la mediana anual d'ingressos fiscals per persona era de 19.327 €.

### Activitats econòmiques
Dels 77 establiments que hi havia el 2007, 4 eren d'empreses extractives, 1 d'una empresa alimentària, 1 d'una empresa de fabricació de material elèctric, 6 d'empreses de fabricació d'altres productes industrials, 17 d'empreses de construcció, 17 d'empreses de comerç i reparació d'automòbils, 1 d'una empresa de transport, 4 d'empreses d'hostatgeria i restauració, 1 d'una empresa d'informació i comunicació, 3 d'empreses financeres, 7 d'empreses immobiliàries, 7 d'empreses de serveis, 4 d'entitats de l'administració pública i 4 d'empreses classificades com a «altres activitats de serveis».
Dels 23 establiments de servei als particulars que hi havia el 2009, 4 eren tallers de reparació d'automòbils i de material agrícola, 2 paletes, 1 guixaire pintor, 3 fusteries, 4 lampisteries, 4 electricistes, 1 empresa de construcció, 1 perruqueria, 2 restaurants i 1 tintoreria.
Dels 9 establiments comercials que hi havia el 2009, 1 era un hipermercat, 2 botigues de roba, 1 una sabateria, 1 una botiga d'electrodomèstics, 2 botigues de mobles, 1 una perfumeria i 1 una floristeria.
L'any 2000 a Azay-le-Brûlé hi havia 51 explotacions agrícoles que ocupaven un total de 1.936 hectàrees.

## Equipaments sanitaris i escolars
L'únic equipament sanitari que hi havia el 2009 era una farmàcia.
El 2009 hi havia 1 escola maternal i 1 escola elemental.

## Poblacions més properes
El següent diagrama mostra les poblacions més properes.